# Metacarcinus magister
Metacarcinus magister, conhecida pelo nome comum de sapateira-do-pacífico, é uma espécie de caranguejo que mede entre 20 e 25 cm e pesa por volta de 1 kg.